# Wadi El Taym
Wadi al-Taym (în arabă وادي التيم, transliterat: Wādī al-Taym), de asemenea transliterat ca Wadi el-Taym, este un wadi (râu uscat) care formează o mare vale fertilă în Liban, în districtele Rachaya și Hasbaya pe versanții vestici ai Muntelui Hermon. Se învecinează cu valea Beqaa care rulează de la nord la sud spre Valea Iordanului unde se întâlnește cu colțul de nord-vest al Lacului Huleh. Udate de râul Hasbani, dealurile joase din Wadi al-Taym sunt acoperite cu rânduri de măslini verzi-argintii, populația din zonă fiind predominant druzi și sunniți, cu un număr mare de creștini, majoritatea ortodocșii greci. 
Wadi al-Taym este în general considerată „locul de naștere al credinței druze”.

## Istoric
Wadi al-Taym este numit după tribul arab al Taym Allat (mai târziu Taym-Allah) ibn Tha'laba. Taym-Allat a intrat în Valea Eufrat și a adoptat creștinismul în pre-perioada islamică înainte de a îmbrățișa islamul după cuceririle musulmane din secolul al VII-lea . O mică parte a tribului a avut reședința în Wadi al-Taym la un moment dat în timpul primelor secole de dominație musulmană.  Wadi al-Taym a fost prima zonă în care druzii au apărut în înregistrarea istorică sub numele de „druzi”. Conform multora dintre tradițiile genealogice ale familiilor feudale de druzi, clanurile druzilor feudali au revendicat descendența din triburi arabe cu sediul inițial în estul Arabiei și care au intrat în Siria după perioade de așezare în Valea Eufratului. Potrivit istoricului Nejla Abu-Izzedin, „etnic”, „Wadi al-Taym a fost declarat autoritar a fi una dintre cele mai arabe regiuni din [geografic] Siria”. Zona a fost unul dintre cele mai importante două centre de activitate misionară druzi în secolul al XI-lea.
Pentru o mare parte a secolului al XII-lea, Wadi al-Taym și sudul regiunii Chouf au fost teritoriul clanului Jandal, un clan de druzi. Liderul clanului, Dahhak ibn Jandal s-a aliat cu cruciații Regatului Ierusalimului și s-a angajat într-un conflict cu Ordinul Asasinilor care au condus cetatea Banias de la poalele vestice ale Muntelui Hermon la sud de Wadi al-Taym. Dahhak l-a ucis pe liderul asasin Bahram al-Da'i ca represalii pentru uciderea fratelui său Baraq ibn Jandal. În 1133, el a intrat în conflict cu Shams al-Mulk Isma'il,  conducător îngropat al Damascului, care l-a expulzat ulterior pe Dahhak din staționare în peștera fortificată Tyron de la est de Sidon.  În 1149, Dahhak a fost el însuși ucis de asasini, ca răzbunare pentru uciderea lui da'i. Wadi al-Taym a fost preluat de șihabii, un clan musulman sunnit din armata sultanului Ayyubid Saladin, în 1173. Shihab a format o alianță cu druzii Ma'an clan din sudul Muntelui Liban.răzbunare pentru uciderea da'i. Spre deosebire de alți imigranți în Wadi al-Taym, șihabii nu au îmbrățișat credința druzilor, care era religia dominantă a zonelor dintre districtul Gharb din sudul Muntelui Liban spre sud până la Wadi al-Taym. În 1287, emirul șihab Sa'ad ibn Qurqmaz, acum aliat cu mamelucii, succesorii ayyubizilor, s-au confruntat cu o incursiune mongolă în Wadi al-Taym.